# Annie Hardy
Pour les personnes ayant le même patronyme, voir Hardy.
Annie-Summer Hardy (née le 5 juin 1981 à San Clemente en Californie) est la chanteuse, guitariste, compositeur et leader du duo indie Giant Drag.
Elle est connue pour ses titres de chansons relativement vulgaires tels que YFLMD (You Fuck Like My Daddy) ou My Dick Sux bien que les paroles des chansons ne soient pas aussi explicites que les titres.
Ses influences musicales sont les Beach Boys, Nirvana, et les Pixies. Anne Hardy a été classée cinquantième dans la liste du magazine NME des 50 personnes les plus cool de 2006.
Elle a participé à la chanson Pink Cellphone des Deftones sur l'album Saturday Night Wrist. Cette chanson, outre la version éditée sur l´album a été également enregistrée dans une autre version restée confidentielle en raison des thèmes que la chanson aborde, avec en particulier un monologue impliquant la masturbation, la fellation et le sexe anal.